# INUS
INUS är ett orsaksbegrepp utformad av John Leslie Mackie (1917–1981). INUS är en förkortning av "insufficient, but necessary part of an unnecessary but sufficient condition", vilket kan översättas med "otillräckligt men nödvändig del av ett onödvändigt men tillräckligt villkor".